# باغ سیمانی (فیلم)
باغ سیمانی (انگلیسی: The Cement Garden) فیلمی است که در سال ۱۹۹۳ منتشر شد. از بازیگران آن می‌توان به شارلوت گنزبور اشاره کرد.